# Джеремі Джарвіс
Джеремі Джарвіс — американський художник, більша частина робіт якого є ілюстраціями для рольових ігор; артдиректор Wizards of the Coast.

## Молодість і освіта
Джеремі Джарвіс виріс у маленькому містечку в Алабамі і переїхав до Нью-Йорка одразу після закінчення школи, незадовго до свого вісімнадцятиріччя. Там він навчався в Інституті Пратта за спеціальністю «Образотворче мистецтво», який закінчив з відзнакою Summa Cum Laude. Його роботи брали участь у конкурсі The Spectrum Awards та щорічній виставці Товариства ілюстраторів.

## Праці
Джеремі Джарвіс створив інтер'єрні ілюстрації для багатьох книг Dungeons & Dragons та журналу Dragon, а також обкладинку для Stormwrack (2005). Він також створював ілюстрації для інших ігор, включаючи Werewolf: The Apocalypse (White Wolf Publishing) та Iron Heroes (Malhavoc Press). Він також ілюстрував карти для колекційних карткових ігор Magic: The Gathering та Legend of the Five Rings.
Він працює артдиректором в Wizards of the Coast і був номінований на премію Чеслі як найкращий артдиректор у 2007 та 2009 роках.